# Meliboeus scotti
Meliboeus scotti es una especie de escarabajo del género Meliboeus, familia Buprestidae. Fue descrita científicamente por Théry en 1937.